# Trellis coded modulation
In telecomunicazioni la Trellis Coded Modulation (sigla TCM) è una tecnica di modulazione digitale particolarmente adatta in contesti di canali limitati in banda come le linee telefoniche. Fu inventata da Gottfried Ungerboeck negli anni settanta e pubblicata durante una conferenza nel 1976. A lungo ignorata, fu "riscoperta" nel 1982 grazie ad una nuova esposizione più dettagliata e da allora ebbe un grande utilizzo.
La modulazione Trellis è molto simile alla QAM (quadrature amplitude modulation) ma differisce nell'uso della codifica convoluzionale che permette all'aumentare del numero di stati di modulazione, la riduzione della probabilità di errore. Questo fa sì che in fase di decodifica sia possibile correggere le sequenze di simboli ricevute, così che gli errori possano essere eliminati.